# ملری پییو
ملری داین پییو(به انگلیسی: Mallory Pugh) (زادهٔ ۲۹ آوریل ۱۹۹۸ میلادی) یک بازیکن زن فوتبال اهل کشور ایالات متحده آمریکا است.وی هم‌اکنون برای تیم باشگاهی واشینگتن اسپیریت بازی می‌کند. او همچنین یکی از بازیکنان تیم ملی زنان آمریکا است. وی همچنین در جام جهانی فوتبال زنان زیر ۲۰ سال در کانادا برای این تیم بازی کرد و جوانترین بازیکن آمریکا در این مسابقات بود.ملری پییو در جام جهانی فوتبال زنان زیر ۲۰ سال در سال ۲۰۱۶ که در پاپوآ گینه نو میزبانی می‌شد نیز کاپیتان تیم آمریکا بود و یکی از بازیکنانی بود که به این تیم کمک کرد تا به این مسابقات صعود کند. پس از بازی در تیم‌های ملی زنان زیر ۱۷ سال و زیر ۲۰ سال زنان ایالات متحده آمریکا نخستین بازی خود را در تیم ملی بزرگسالان این کشور در ۲۳ ژانویهٔ ۲۰۱۶ در سن ۱۷ سالگی در یک مسابقه دوستانه در مقابل تیم ملی فوتبال زنان جمهوری ایرلند انجام داد. وی پس از سال ۲۰۱۲ و هدر اورایلی جوانترین بازیکن تیم ملی فوتبال زنان آمریکا بود که به تیم ملی بزرگسالان دعوت شده بود که توانست در ۸۳ دقیقهٔ نخستین بازی ملی خود برای این تیم گل زنی کند و نوزدهمین بازیکنی باشد که در اولین بازی ملی خود موفق به این کار شده‌است. پس از این مسابقه او برای شرکت در بازی‌های المپیک تابستانی ۲۰۱۶
که در ریو دو ژانیرو برزیل برگزار می‌شد به عنوان یکی از ۱۸ بازیکن انتخاب شده به تیم ملی دعوت شد. در همین مسابقات او توانست نخستین گل المپیکی خود را در مقابل تیم ملی فوتبال زنان کلمبیا به ثمر برساند و تیم آمریکا را ۲–۱ از تیم حریف پیش بیندازد. ملری پییو با این گل همچنین به عنوان جوانترین گل زن آمریکا که توانسته در المپیک گلزنی کند نام خود را ثبت کرد.